# Hugo Hahn
Pour les articles homonymes, voir Hahn.
Hugo Hahn, né le 7 mars 2002, est un coureur cycliste namibien.

## Biographie
Figure du cyclisme namibien, Hugo Hahn compte plusieurs titres de champion national à son palmarès. C'est un spécialiste du VTT, qui participe aussi de temps en temps à des courses sur route. Après plusieurs saisons passées dans son continent natal, il participe aux Jeux du Commonwealth et à ses premiers championnats du monde en 2022. La même année, il effectue un stage au Centre mondial du cyclisme. 
Au printemps 2023, il se classe sixième du VTT cross-country aux championnats d'Afrique, chez les élites. Cette performance contribue grandement à la qualification de la Namibie pour les Jeux olympiques. Il termine également sixième de cette discipline aux championnats d'Afrique de 2025. 

## Palmarès sur route

### Par année
- 2019
  - 2e du championnat de Namibie du contre-la-montre juniors
  - 2e du championnat de Namibie sur juniors
- 2020
  -  Champion de Namibie sur route juniors
  -  Champion de Namibie du contre-la-montre juniors
- 2021
  - 2e du championnat de Namibie du contre-la-montre espoirs
  - 2e du championnat de Namibie sur route espoirs
- 2022
  -  Champion de Namibie sur route espoirs
  - 2e du championnat de Namibie sur route
- 2023
  -  Champion de Namibie sur route espoirs[3]

### Classements mondiaux
| Année           | 2021 | 2022 | 2023 |
| --------------- | ---- | ---- | ---- |
| UCI Africa Tour | 43e  | 68e  | 136e |

## Palmarès en VTT

### Championnats nationaux
- 2019
  -  Champion de Namibie de cross-country juniors
- 2020
  -  Champion de Namibie de cross-country juniors
- 2021
  - 2e du championnat de Namibie de cross-country
- 2023
  - 2e du championnat de Namibie de cross-country
  - 2e du championnat de Namibie de cross-country short track
- 2024
  - 2e du championnat de Namibie de cross-country espoirs
  - 3e du championnat de Namibie de cross-country short track
- 2025
  -  Champion de Namibie de cross-country
  -  Champion de Namibie de cross-country marathon[7]
  - 2e du championnat de Namibie de cross-country short track